# 梅德韋茨基峰
梅德韋茨基峰（英語：Medvecky Peaks）是南極洲的山峰，位於麥克羅伯特森地，屬於查爾斯王子山脈中阿拉米斯山脈的一部分，由澳大利亞探險隊繪入地圖，以地質學家命名，現時由南極條約體系管理。